# Serpentari barrat
El serpentari barrat (Circaetus fasciolatus) és una espècie d'ocell de la família dels accipítrids (Accipitridae). Habita boscos i pantans amb arbres de les terres baixes a la llarga de la costa africana de l'índic, des del sud de Somàlia fins a l'est de Sud-àfrica. El seu estat de conservació es considera gairebé amenaçat.